# ويكيبيديا البيشنوبريا مانيبورية

لقطة شاشة من الصفحة الرئيسية لموسوعة ويكيبيديا البشنوبريوية

ويكيبيديا البيشنوبريا مانيبورية (البيشنوبريا مانيبورية:উইকিপিডিয়া) هي النسخة اللغة البشنوبريوية من موسوعة ويكيبيديا.

## الإحصائيات
| عدد المستخدمين المسجلين | عدد المستخدمين النشيطين | عدد المقالات | صفحات المحتوى | عدد التعديلات | عدد الملفات المرفوعة | عدد الإداريين |
| ----------------------- | ----------------------- | ------------ | ------------- | ------------- | -------------------- | ------------- |
| 26٬802                  | 22                      | 25٬087       | 63٬449        | 894٬562       | 35                   | 2             |